# サモアの建築

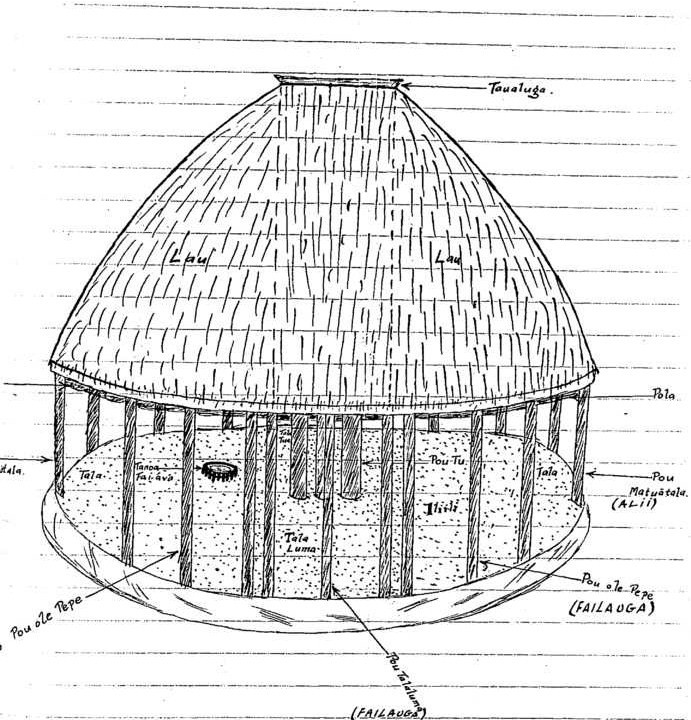
サモアの建築の代表例「ファレ」のダイアグラム

サモアの建築（サモアの建築、英語: Architecture of Samoa）は、開放的なのが特徴で、そのデザインはサモア諸島に住むサモア人の文化と生活を反映している。建築の概念は、サモアのことわざ、伝説、比喩に組み込まれているだけでなく、ボート建造やタトゥーなどのサモアの他の芸術形式とも結びついている。伝統的なサモア建築の外側と内側の空間は、文化的形式、儀式、儀式の一部になっている。

## 伝統的建築
ファレ（Fale）とはサモアの言葉で、小さな家から大きな家まで、あらゆるタイプの家を指している。
一般に、伝統的なサモアの建築は、楕円形または円形の形状を特徴とし、木製の柱がドーム型の屋根を支えている。壁はない。建築の基礎となるのは骨格をなすフレームである。ヨーロッパ人が到着し、西洋の材料が入手できるようになるまで、サモアのファレはその構造に金属を一切使用していなかった。
海岸に建てられたファレは英語でビーチ・ファレと呼ばれて、観光客にも利用されている。

## ヨーロッパ風の建築
18世紀にヨーロッパ人が上陸し、ヨーロッパ風の建築も建設された。

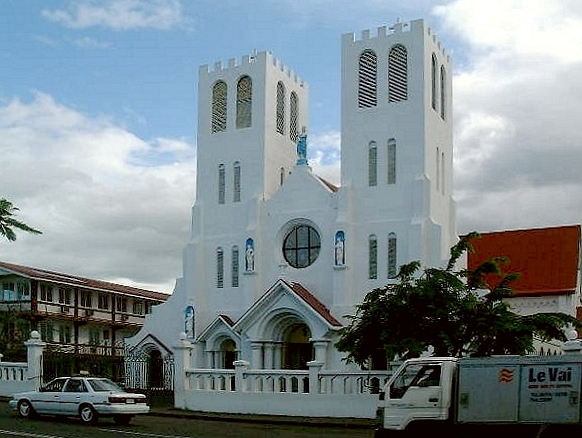
アピアのカトリック教会
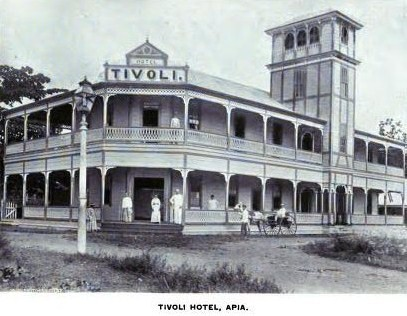
アピアのチボリホテル

## 参照項目
- ハワイのハレ（Hawaiian hale）& ホノルル・ハレ
- ビーチ・ファレ（Beach fale）
- マオリのファーレ (Whare)